# 야마모토 사야카 (1987년)
야마모토 사야카(일본어: 山本 紗也加, 1987년 9월 19일 - )는 일본의 배우이다.
이시카와현 출신. 트라이스톤 엔터테인먼트 소속.

## 내력
- 2002년 7월 7일, 댄스&보컬 그룹 〈dream〉에 가입한다.
- 2005년, dream과 병행해 야마모토 사야카(山本サヤカ) 명의로 솔로 활동을 개시한다.
- 2008년, 그룹명을 〈Dream〉으로 개명. Sayaka 명의가 된다.
- 2012년 3월 31일, Dream을 졸업. 그 후, 트라이스톤 엔터테인먼트에 소속. 야마모토 사야카(山本紗也加) 명의로 배우로서의 활동을 개시한다.

## 야마모토 사야카(山本サヤカ) 명의의 작품

### 싱글
- 牡丹雪の降る街 눈 내리는 거리 (2005년 12월 7일·AVCD-30867)
  1. 牡丹雪の降る街 / 눈 내리는 거리
  2. 星空の下の時計台 / 별하늘 아래의 시계탑
  3. 雪山の白い使い / 설산의 흰 사용

### 미니 앨범
- 惜春 석춘 (2005년 2월 16일·AVCD-17623/B)
  1. 東京だより / 도쿄의 소식
  2. 惜春 / 석춘
  3. 地区予選 / 지구예선
  4. 僕らは弥生の風の中 / 우리들은 음력 3월의 바람 속
  5. 斑鳩 / 이카루가
  6. クリスマス行進曲 / 크리스마스 행진곡

- 線香花火 선향불꽃 (2005년 9월 14일·AVCD-17719/B)
  1. 線香花火 / 선향불꽃
  2. 夕凪の下の秘密基地 / 저녁 무풍 아래의 비밀기지
  3. 校庭に伸びる影絵 [Instrumental] / 교정에 드리운 그림자 [Instrumental]
  4. 草笛と雲の峰 / 풀잎피리와 뭉게구름
  5. 通学路の水溜り / 통학로의 웅덩이
  6. 防波堤に並べた約束 / 방파제에 늘어놓은 약속
  7. 祭りのあと / 축제의 뒤
  8. 門出に添える唄 [Instrumental] / 출발을 돋우는 노래 [Instrumental]

- つくしの言伝 츠쿠시의 전문 (2006년 3월 23일·AVCD-17885/B)
  1. つくしの言伝 / 츠쿠시의 전문
  2. あの日の傘と初恋あざみ / 그 날의 비와 첫사랑 엉겅퀴
  3. たんぽぽの綿 / 민들레 솜
  4. 線路沿いの木苺 / 선로를 따라 있는 나무
  5. 卒業証書 / 졸업증서
  6. ここにいるよ / 여기에 있어

## 출연

### 무대
- 뮤지컬 〈박앵귀〉 오키타 소지편 (2013년 3월 14일 - 24일) 유키무라 치즈루 역

### CM
- 가정 교사 트라이 〈어른의 가정 교사〉 (2013년 1월 10일 - )

### 라디오
- DJ Tomoaki's Radio Show! 〈☆사야카의 송 포 더 드림☆〉 (시모키타FM, 2006년 6월 29일 - 2007년 3월 29일)